# Azapiron
Azapironi su klasa lekova koji se koriste kao anksiolitici i antipsihotici. Oni se isto tako koriste kao zamena za antidepresive poput selektivnih inhibitora preuzimanja serotonina (SSRI).